# Englischer Garten

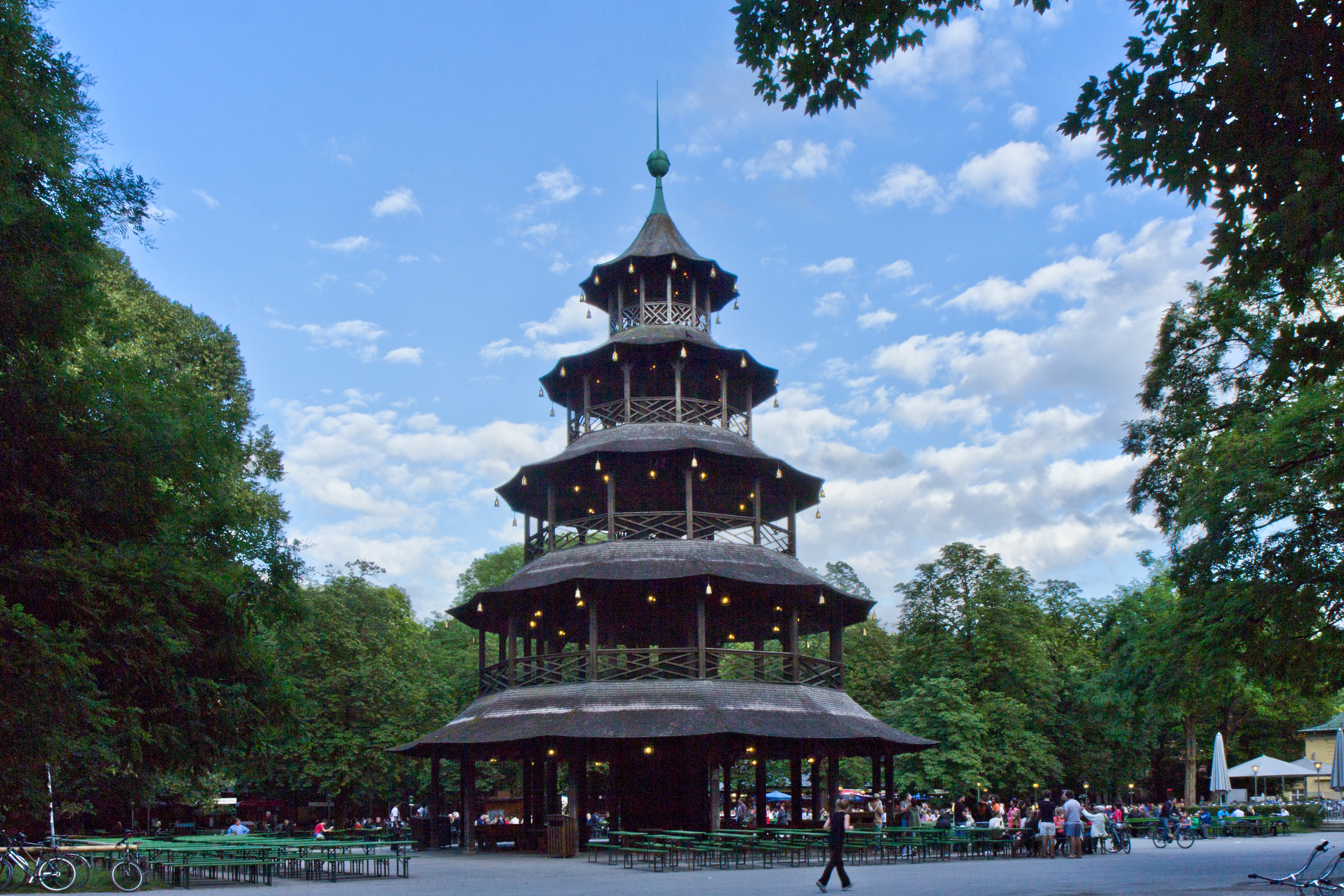
A torre chinesa com o seu Biergarten

O Englischer Garten, em português Jardim Inglês é um grande parque urbano, com cerca de 4,17 km², localizado na cidade de Munique.
A ideia da construção do jardim partiu de Benjamin Thompson, em 1789. Abrigou o Tiro com arco nos Jogos Olímpicos de Verão de 1972.

## Pontos de interesse
- O Monóptero
- A torre chinesa (Chinesischer Turm)
- A casa de chá japonesa (Japanisches Teehaus)
- O lago Kleinhesseloher (Kleinhesseloher See)
- A área naturista de Schönfeldwiese